# Aprionus indictus
Aprionus indictus är en tvåvingeart som beskrevs av Boris Mamaev och Jaschhof 1997. Aprionus indictus ingår i släktet Aprionus och familjen gallmyggor. Inga underarter finns listade i Catalogue of Life.